# L·馬哈迪萬
拉克希米納拉亞南·馬哈迪萬 FRS是一名印度裔美國科學家。他目前是哈佛大學羅拉·英格蘭·德·瓦爾平應用數學、組織與進化生物學及物理學教授。他的工作重點在於了解物質在空間與時間上的組織（也就是物質如何成形以及如何流動，特別是在物理與生物系統中，無助感官所能觀察到的規模）。馬哈迪萬是2009年麥克阿瑟獎得主。

## 教育
馬哈迪萬畢業於馬德拉斯印度理工學院，之後在德克薩斯大學奧斯汀分校取得碩士學位，並於1995年在史丹福大學取得碩士和博士學位。

## 職業生涯
1996年，他在麻省理工學院任教，開始了他的獨立職業生涯。2000年，他獲選為應用數學與理論物理學系首任斯伦贝谢複雜物理系統教授，並成為劍橋大學三一學院的教授級研究員，也是第一位被該校數學院聘為教授的印度人。
他於2003年起在哈佛大學任教，並於2016年至2021年間擔任應用數學系的系主任/共同系主任。2017年起，他與妻子阿瑪拉·馬哈迪萬（Amala Mahadevan）一起擔任哈佛學院十二個住宿院舍（約有400名學生）之一馬瑟之家的院長。

### 榮譽
- 哈佛大學喬治·雷德利獎（英语：George Ledlie Prize）（2006年）
- 古根海姆獎[1]（2006年）
- 搞笑諾貝爾獎物理學獎[2][3]（2007年）
- 麥克阿瑟獎[4]（2009年）
- 皇家學會院士[5]（2016年）
- 美國文理科學院院士[6]（2023年）

## 外部連結
- "Recent Publications", The Applied Math Lab
- "Google Scholar"